# 5 Pułk Artylerii Polowej (1918–1919)

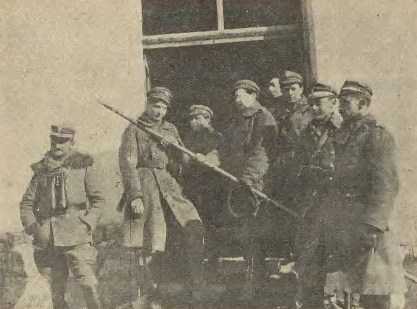
Bateria „Wicek” w czasie walk o Lwów.

5 Pułk Artylerii Polowej (5 pap) – oddział artylerii polowej Wojska Polskiego II RP.
W końcu grudnia 1918 roku, w garnizonie Lwów, na bazie 1 Pułku Artylerii Polowej Lwów sformowany został 5 Pułk Artylerii Polowej.
Oddział uzbrojony został w 9 cm armaty polowe wzór 1875/1896. Dowództwo pułku objął kpt. Otton Krzisch. W lutym 1919 roku 4 bateria przezbrojona została w 8 cm armaty polowe wz. 1905. Na początku czerwca 1919, na podstawie rozkazu organizacyjnego Nr 8 Generalnego Inspektoratu Artylerii jednostka połączona została z 4 Pułkiem Artylerii Polowej w jeden oddział, który otrzymał numer i nazwę - 5 Lwowski Pułk Artylerii Polowej.

## Organizacja i obsada personalna pułku
Organizacja i obsada personalna pułku
Dowództwo
- dowódca - kpt. Otton Krzisch

I dywizjon
- dowódca - kpt. Tadeusz Kuchar
- 1 bateria „Jaś”
  - dowódca - por. Karol Schrötter
  - dowódca - por. Czesław Domaszewicz (od połowy stycznia 1919)
  - pluton „Jaś”
  - pluton „Małgosia”
- 2 bateria „Julia” - por. Alojzy Schuster
  - pluton „Romeo”
  - pluton „Julia”

II dywizjon
- dowódca - por. Karol Schrötter
- 3 bateria „Wicek” - por. dr Stefan Chrzanowski
- 4 bateria „Kastor”
  - dowódca - por. Jerzy Pepłowski
  - dowódca - por. Kopczyński
  - dowódca - por. Lucjan Schultz
  - pluton „Kastor”
  - pluton „Pollux”
  - pluton „Irena” (do 25 maja 1919 był samodzielnym pododdziałem)